# Svemin
Svemin är en branschförening inom gruv-, mineral- och metallproduktion i Sverige, belägen i Stockholm. Svemin representerar, enligt uppgift från 2022, nära 60 företag med cirka 13 000 anställda. Gruvornas Arbetsgivareförbund (GAF) som sluter avtal med motparterna för gruvindustrin, ingår i Svemin. Svemin är medlem i den övergripande arbetsgivarorganisationen Svenskt Näringsliv.